# In Dépôt. Dagboek uit Westerbork
In Dépôt: dagboek uit Westerbork is een dagboek dat is geschreven door de Nederlandse journalist Philip Mechanicus tijdens zijn verblijf in doorgangskamp Westerbork tijdens de Tweede Wereldoorlog. Door zijn journalistieke vaardigheden wist hij een nauwgezet verslag te maken van het leven in het kamp. Het dagboek is in 1964 uitgegeven en is een belangrijke bron van kennis over Kamp Westerbork.